# Filip Bystedt
Filip Bystedt (né le 4 février 2004 à Linköping en Suède) est un joueur suédois de hockey sur glace. Il évolue à la position d'attaquant.

## Biographie

### Carrière junior
Bystedt commence sa carrière junior avec le Linköping HC en 2017-2018. Il dispute 8 matchs avec le contingent des moins de 16 ans et remporte avec eux la médaille de bronze du J16 SM. La saison suivante toujours avec le contingent des moins de 16 ans, il ne parvient pas à participer aux séries finales, étant éliminé lors de la deuxième phase de groupe. La saison suivante, avec le contingent des moins de 18 ans, il termine au pied du podium, s'inclinant face à Skellefteå AIK dans le match pour la médaille de bronze.
En 2018-2019, il participe au TV-Pucken, le tournoi national par district des moins de 15 ans en Suède. Avec son équipe d'Östergötland, il termine à la 9e. En 2019-2020, il participe à nouveau au tournoi et remporte la médaille d'argent. Il est également élu meilleur joueur du tournoi.
Lors de la saison 2019-2020, avant qu'elle ne soit interrompue par la Pandémie de Covid-19, il aide le contingent moins de 16 ans à se qualifier pour la deuxième phase de groupe du J16 SM et le contingent des moins de 18 ans à se qualifier pour les huitièmes de finale de J18 Allsvenskan.
Il dispute la saison suivante avec le contingent des moins de 20 ans en J20 Nationell. Il comptabilise 12 points en 15 rencontres. Lors de la saison 2021-2022, il joue 40 matchs avec les moins de 20 ans, comptant 49 points. Il est sacré champion de J20 Nationell.

### En club
Bystedt fait ses débuts professionnels avec le Linköping HC en SHL, lors de la saison 2020-2021. Il dispute son premier match, le 23 janvier 2021 face au HV 71. Son équipe s'incline sur le score de 0-1. Il obtient son premier point, une passe, le 12 octobre 2021 face au Örebro HK dans une défaite 2-3. Il marque son premier but, le 14 octobre 2021 face au Malmö Redhawks dans une victoire 4-3.
Le 1er avril 2022, il signe un contrat de deux ans avec Linköping.
En prévision du repêchage de 2022, la centrale de recrutement de la LNH le classe au 17e rang des espoirs européens chez les patineurs. Il est sélectionné au 27e rang par les Sharks de San José.

### En équipe nationale
Bystedt représente la Suède lors de la Coupe Hlinka-Gretzky en 2021, il finit troisième du tournoi, remportant une médaille de bronze.
Lors du Championnat du monde moins de 18 ans en 2022 et remporte la médaille d'or.

## Statistiques

### En club
| Saison    | Équipe           | Ligue           |                   | Saison régulière  | Saison régulière  | Saison régulière  | Saison régulière  | Saison régulière  |                   | Séries éliminatoires | Séries éliminatoires | Séries éliminatoires | Séries éliminatoires | Séries éliminatoires |
| Saison    | Équipe           | Ligue           | PJ                | B                 | A                 | Pts               | Pun               | PJ                | B                 | A                    | Pts                  | Pun                  |                      |                      |
| 2017-2018 | Linköping HC M16 | J16 Division 1  | 2                 | 0                 | 1                 | 1                 | 2                 | -                 | -                 | -                    | -                    | -                    |                      |                      |
| 2017-2018 | Linköping HC M16 | J16 Elit        | 15                | 5                 | 4                 | 9                 | 2                 | -                 | -                 | -                    | -                    | -                    |                      |                      |
| 2017-2018 | Linköping HC M16 | J16 SM          | 8                 | 0                 | 1                 | 1                 | 0                 | -                 | -                 | -                    | -                    | -                    |                      |                      |
| 2018-2019 | Linköping HC M16 | J16 Elit        | 13                | 12                | 9                 | 21                | 0                 | -                 | -                 | -                    | -                    | -                    |                      |                      |
| 2018-2019 | Linköping HC M16 | J16 SM          | 4                 | 2                 | 5                 | 7                 | 0                 | -                 | -                 | -                    | -                    | -                    |                      |                      |
| 2018-2019 | Linköping HC M18 | J18 Elit        | 12                | 2                 | 3                 | 5                 | 7                 | -                 | -                 | -                    | -                    | -                    |                      |                      |
| 2018-2019 | Linköping HC M18 | J18 Allsvenskan | 12                | 3                 | 6                 | 9                 | 0                 | 6                 | 0                 | 1                    | 1                    | 0                    |                      |                      |
| 2018-2019 | Östergötland     | TV-Pucken       | 6                 | 4                 | 0                 | 4                 | 0                 | -                 | -                 | -                    | -                    | -                    |                      |                      |
| 2019-2020 | Linköping HC M16 | J16 Elit        | 2                 | 1                 | 1                 | 2                 | 0                 | 2                 | 1                 | 2                    | 3                    | 2                    |                      |                      |
| 2019-2020 | Linköping HC M16 | J16 SM          | 3                 | 3                 | 2                 | 5                 | 0                 | -                 | -                 | -                    | -                    | -                    |                      |                      |
| 2019-2020 | Linköping HC M18 | J18 Elit        | 15                | 6                 | 9                 | 15                | 6                 | -                 | -                 | -                    | -                    | -                    |                      |                      |
| 2019-2020 | Linköping HC M18 | J18 Allsvenskan | 14                | 10                | 11                | 21                | 4                 | -                 | -                 | -                    | -                    | -                    |                      |                      |
| 2019-2020 | Östergötland     | TV-Pucken       | 8                 | 4                 | 2                 | 6                 | 2                 | -                 | -                 | -                    | -                    | -                    |                      |                      |
| 2020-2021 | Linköping HC M20 | J20 Nationell   | 15                | 5                 | 7                 | 12                | 2                 | -                 | -                 | -                    | -                    | -                    |                      |                      |
| 2020-2021 | Linköping HC     | SHL             | 1                 | 0                 | 0                 | 0                 | 0                 | -                 | -                 | -                    | -                    | -                    |                      |                      |
| 2021-2022 | Linköping HC M18 | J18 Region      | 2                 | 1                 | 2                 | 3                 | 0                 | -                 | -                 | -                    | -                    | -                    |                      |                      |
| 2021-2022 | Linköping HC M20 | J20 Nationell   | 40                | 16                | 33                | 49                | 40                | 8                 | 1                 | 9                    | 10                   | 4                    |                      |                      |
| 2021-2022 | Linköping HC     | SHL             | 15                | 1                 | 1                 | 2                 | 0                 | -                 | -                 | -                    | -                    | -                    |                      |                      |
| 2022-2023 | Linköping HC     | SHL             | 45                | 7                 | 13                | 20                | 8                 | -                 | -                 | -                    | -                    | -                    |                      |                      |
| 2022-2023 | Linköping HC M20 | J20 Nationell   | 1                 | 0                 | 0                 | 0                 | 0                 | 4                 | 2                 | 4                    | 6                    | 2                    |                      |                      |
| 2023-2024 | Linköping HC     | SHL             | Saison en cours ? | Saison en cours ? | Saison en cours ? | Saison en cours ? | Saison en cours ? | Saison en cours ? | Saison en cours ? | Saison en cours ?    | Saison en cours ?    | Saison en cours ?    |                      |                      |

### En équipe nationale
| Année     | Équipe    | Compétition                          |   | PJ | B | A  | Pts | Pun       |  | Résultat |
| 2019-2020 | Suède M16 | International                        | 6 | 1  | 3 | 4  | 2   |           |  |          |
| 2021      | Suède M18 | Coupe Hlinka-Gretzky                 | 5 | 3  | 4 | 7  | 4   | 3e place  |  |          |
| 2022      | Suède M18 | Championnat du monde moins de 18 ans | 6 | 2  | 1 | 3  | 2   | 1re place |  |          |
| 2021-2022 | Suède M18 | International                        | 9 | 5  | 5 | 10 | 8   |           |  |          |

## Trophées et honneurs personnels

### J16 SM
- 2017-2018 : médaille de bronze avec le Linköping HC.

### TV-Pucken
- 2019-2020 : médaille d'argent avec l'équipe d'Östergötland. Il est désigné meilleur joueur du tournoi.

### Coupe Hlinka-Gretzky
- 2020-2021 : médaille de bronze avec la Suède.

### Championnat du monde moins de 18 ans
- 2021-2022 : médaille d'or avec la Suède.

### J20 Nationell
- 2021-2022 : médaille d'or avec le Linköping HC.